# جون براون فرانسيس
وهو سياسي أمريكي ينتمي إلى الحزب الديموقراطي ولد جون براون فرانسيس في 31 أيار من سنة 1791 في مدينة فيلادلفيا بولاية بنسلفانيا الأمريكية تخرج فرانسيس من جامعة براون في سنة 1808 شغل فرانسيس منصب حاكم ولاية رود آيلاند ما بين عامي 1833 إلى عام 1838 وخدم فرانسيس كذلك في مجلس الشيوخ الأمريكي ممثلا عن ولاية رود آيلاند من عام 1844 إلى عام 1845 توفي جون براون فرانسيس في 9 آب من سنة 1864 في ولاية رود آيلاند.